# Felsengebirgs-Tanne
Die Felsengebirgs-Tanne oder Felsen-Tanne (Abies lasiocarpa) ist eine Nadelbaumart aus der Gattung der Tannen (Abies). Die Heimat dieser Art liegt im westlichen Nordamerika, wo sie von Arizona nordwärts bis zur Baumgrenze Südalaskas vorkommt.

## Beschreibung

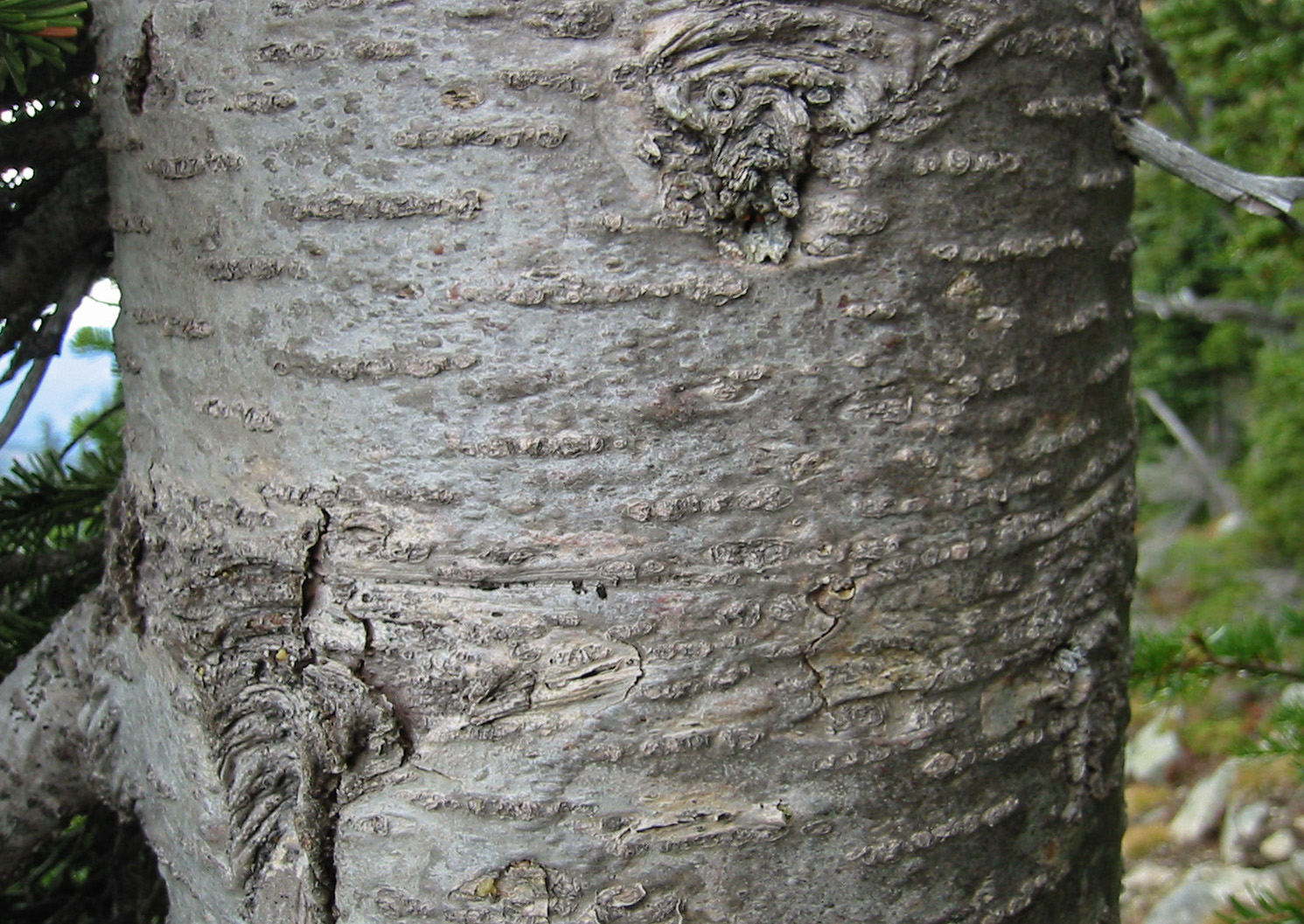
Rinde

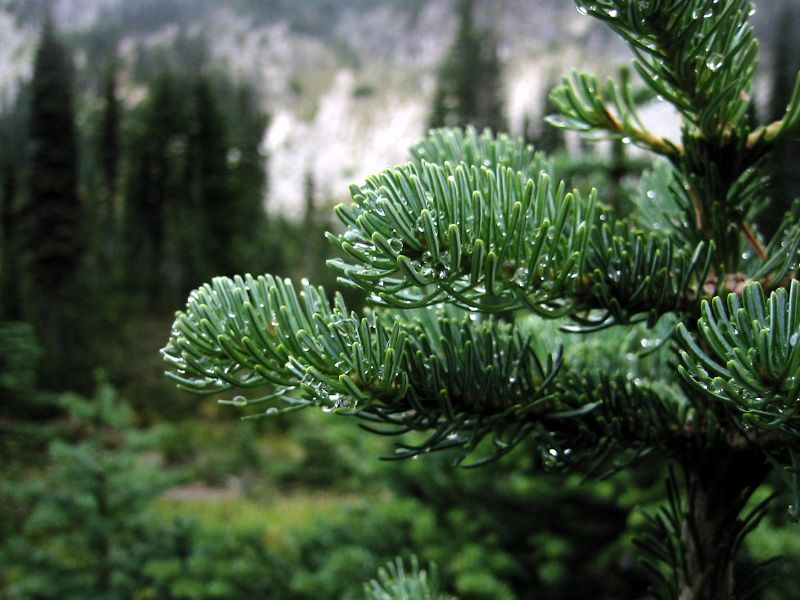
Benadelung

### Habitus und Benadelung
Die Felsengebirgs-Tanne ist ein immergrüner Baum. Sie kann Wuchshöhen bis gut 20 Meter, selten auch 40 bis 50 Meter erreichen; der Stammdurchmesser kann bis 1 Meter, ausnahmsweise bis 2 Meter (BHD) erreichen. Oft wächst die Konifere jedoch auch als breiter Strauch. Betrachtet man die durchschnittliche Wuchshöhe, so ist es die kleinste der acht in den westlichen USA heimischen Tannenarten.
Aufgrund der Anpassung an die unterschiedlichen Umweltbedingungen der natürlichen Habitate können fünf Wuchsformen unterschieden werden:
- Sehr schmaler kegelförmiger, aufrechter Wuchs mit kurzen, steifen Ästen. Dies ist die typische Form in den meisten Vorkommen in der subalpinen Zone. Bäume im offenen Stand behalten ihre unteren Äste, die sich im Alter häufig nach unten bis zum Boden biegen. Dichtstehende Bäume werden auf etwa Viertel der Gesamthöhe astrein.
- Eine breitere, rundliche Baumkrone ist bei alten Exemplaren an trockeneren Standorten zu finden.
- Ausgewachsene Bäume, die eine bodennahe Matte ausbilden, sind selten in einigen Arealen anzutreffen.
- An hochgelegenen Standorten nahe der Baumgrenze findet sich häufig ein flaggenförmiger Kronenaufbau. Ein aufrechter Stamm ragt über eine krummholzartige Matte hinaus, die sich zur windabgewandten Seite hin ausbreitet.
- Über der Baumgrenze ist das Krummholz die typische Wuchsform. Durch die kalten Temperaturen und rauen Winde wächst die Felsengebirgstanne hier zwergförmig in bodennahen Matten und ist oft wesentlich breiter als hoch.

Die erstgenannte typische Form mit kegelförmiger Krone erreicht meist Wuchshöhen zwischen 18 und 30 Meter und Stammdurchmesser zwischen 46 und 61 Zentimeter. Größere Exemplare sind eher selten.
Die Felsengebirgs-Tanne wächst langsam; Exemplare im Alter zwischen 150 und 200 Jahren besitzen meist lediglich 25 bis 50 Zentimeter Stammdurchmesser. Die Bäume werden nur selten älter als etwa 250 Jahre, da sie sehr anfällig für Stammfäule durch Pilzbefall sind.
Die Felsengebirgstanne ist überwiegend ein Flachwurzler; je nach Bodenbeschaffenheit kann sie jedoch auch tiefer wurzeln.
Die Rinde junger Bäume ist grau und glatt und weist Harzblasen auf. An alten Bäumen ist die Rinde rau und gefurcht oder schuppig. Bei der Kork-Tanne, der Varietät arizonica, ist die Rinde davon abweichend cremefarben, dick und korkig. Die Rinde der steifen Zweige sind grüngrau bis hellbraun und nur leicht bräunlich behaart. Die Knospen sind teils unter dem Nadelkleid verborgen. Die kleinen, fast kugeligen Knospen sind lohfarben bis dunkelbraun und harzig. Die basalen Knospenschuppen sind dreieckig bis spatelförmig.
Die nadelförmigen Blätter sind flach, 1,5 bis 3 Zentimeter lang und 1,25 bis 2 Millimeter breit; sie enden stumpf. Im Querschnitt sind die Nadeln flach mit einer Einkerbung auf der Oberseite. Sie sind auf der Oberseite glänzendgrün mit einem breiten Stomastreifen, unterseits weisen sie zwei bläulich-weiße Stomastreifen auf. Die Nadeln stehen spiralig um den Zweig, die Blattbasen entspringen dabei jedoch überwiegend seitlich am Zweig. Die Nadeln sitzen dichtgedrängt und stehen teils übereinander. Frische Blattnarben zeigen ein rötliches Periderm. Zerriebene Nadeln verströmen einen stechenden Geruch durch β-Phellandrene.

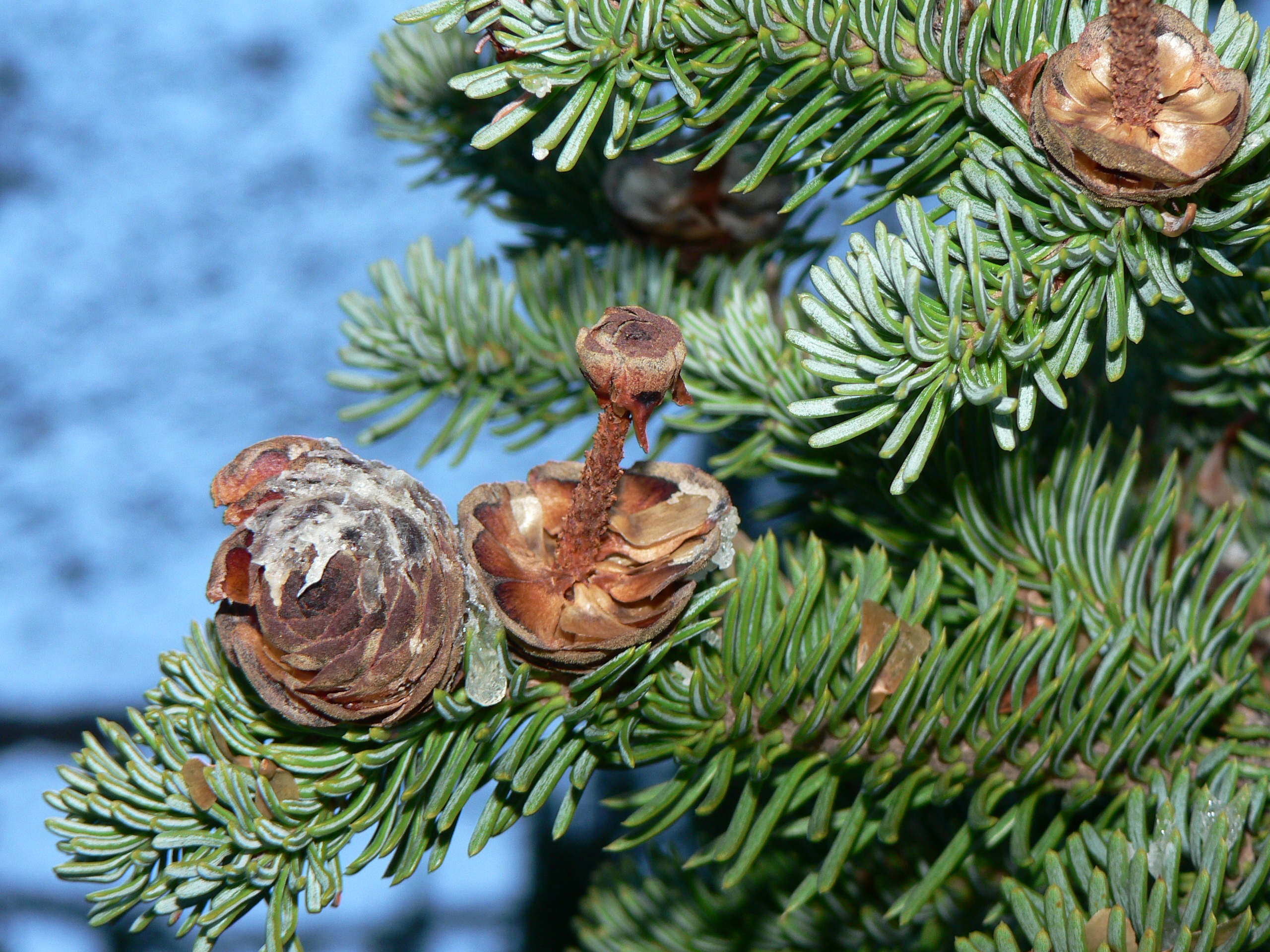
Zerfallende Zapfen

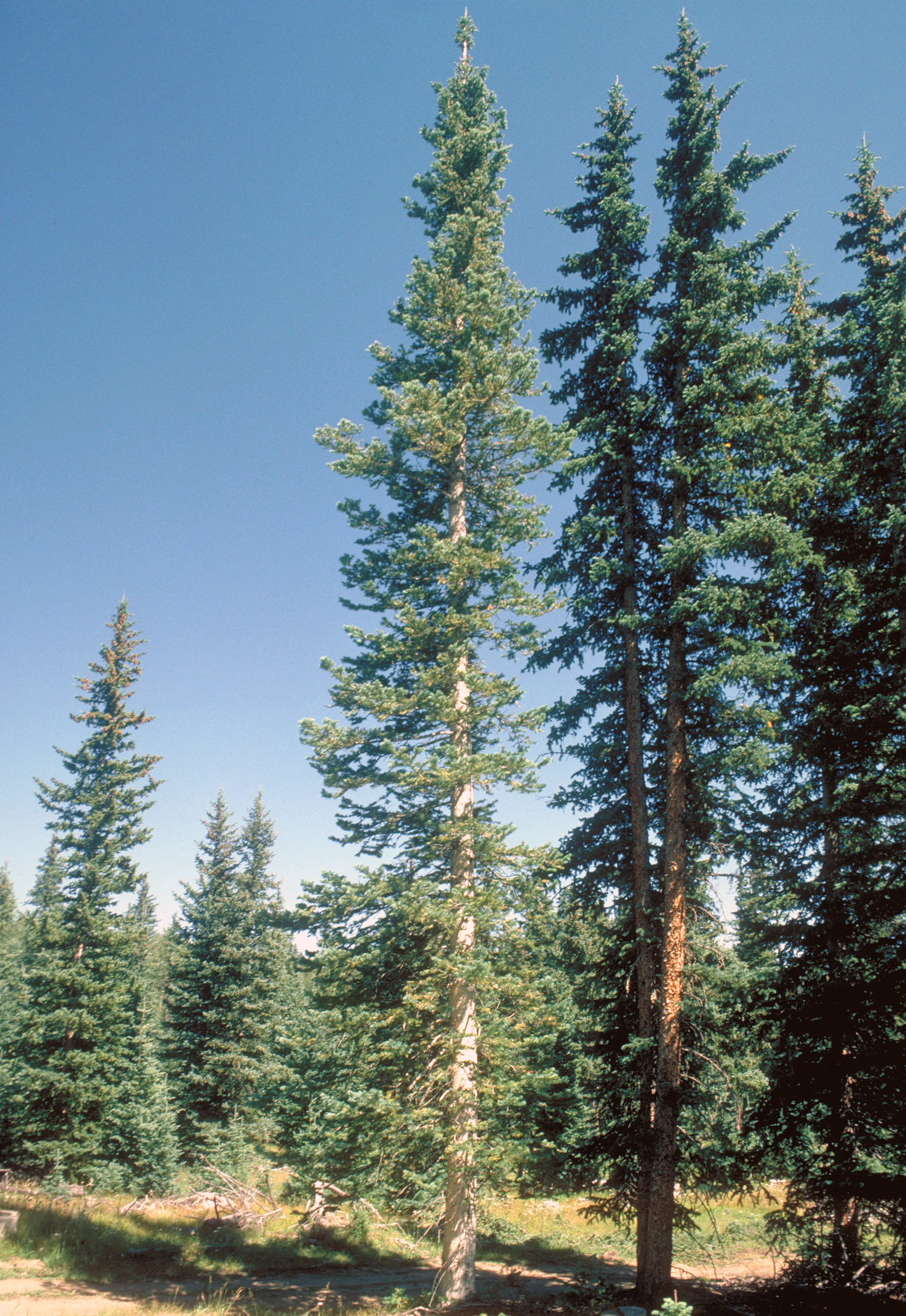
Abies lasiocarpa var. arizonica

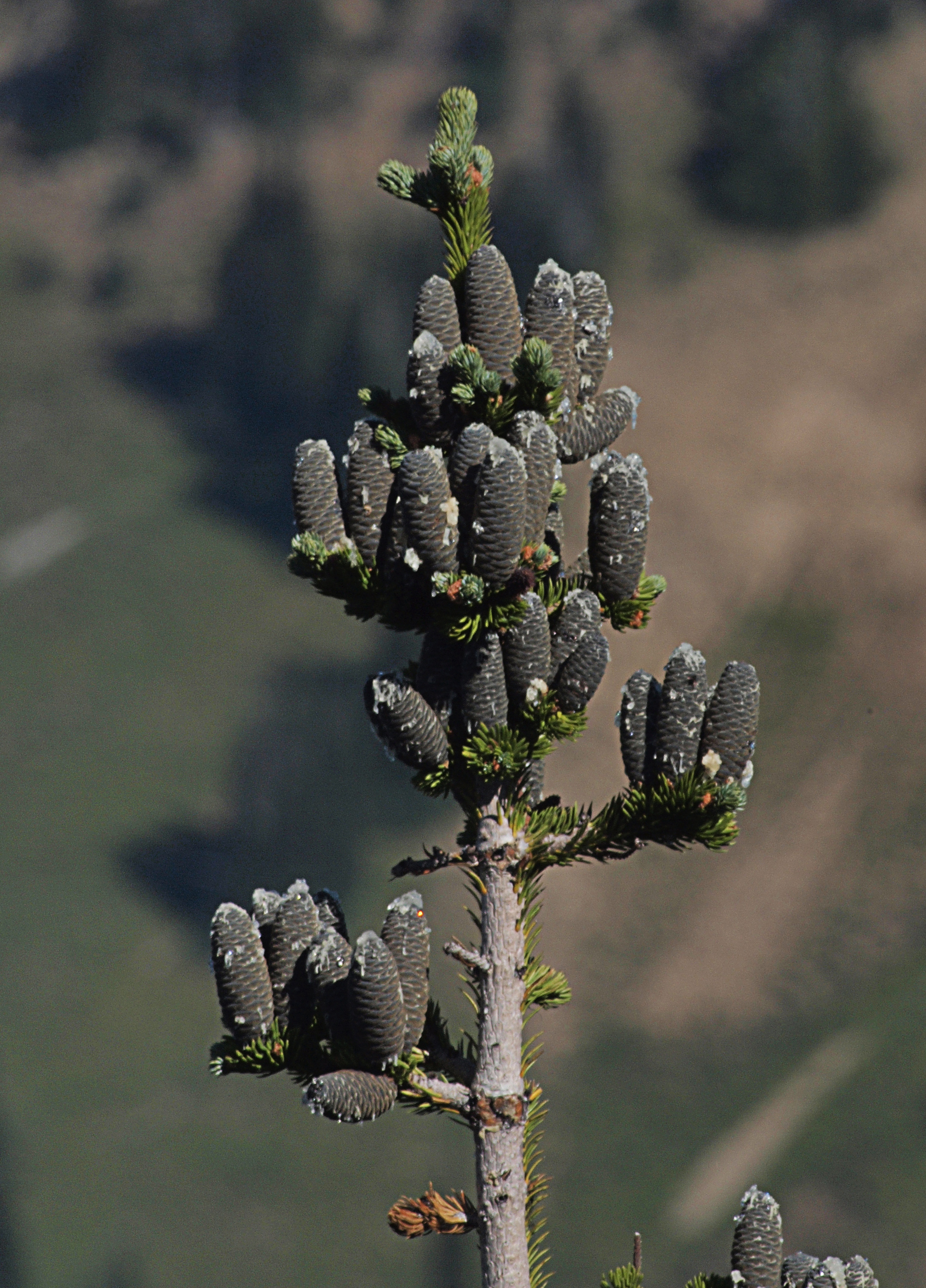
Abies lasiocarpa var. lasiocarpa

### Blüten, Zapfen, Sonstiges
Die Felsengebirgstanne ist monözisch. Die Zapfenproduktion beginnt etwa nach 20 Jahren, bei der Kork-Tanne (Varietät arizonica) erst etwa nach 50 Jahren.
Die männlichen Zapfen stehen dicht gehäuft im unteren Teil der Baumkrone auf der Unterseite von einjährigen Zweigen. Sie sind zur Reife purpurfarben bis purpurn-grünlich.
Die weiblichen Zapfen stehen einzeln oder in kleineren Gruppen im oberen Teil der Baumkrone. Sie sind zylindrisch geformt mit abgerundeter Spitze, 6 bis 12 Zentimeter lang und 2 bis 4 Zentimeter breit. Sie sind dunkel purpurn gefärbt; die 1,5 bis 2,5 Zentimeter langen Deckschuppen sind dicht gelbbraun behaart. Die Zapfen stehen (wie bei allen Tannen) aufrecht am Zweig. Zur Reife im frühen Herbst werden sie braun; indem die Schuppen von der Spindel abfallen, werden die geflügelten Samen freigegeben. Die Samen sind 6 bis 7 Millimeter lang, 2 bis 3 Millimeter dick und braun; sie tragen einen hellbraunen, etwa einen Zentimeter langen Flügel. Die Samen der Kork-Tanne (Varietät arizonica) weisen davon abweichend die 1,7-fache Größe auf.
Die Zahl der Keimblätter (Kotyledonen) kann von 3 bis 6 variieren; meist sind es 4 oder 5. Die Chromosomenzahl beträgt 2n = 24.

## Systematik
Die Felsengebirgstanne wird innerhalb der Gattung der Tannen (Abies) in die Untersektion Laterales innerhalb der Sektion Balsameae eingeordnet.
Die Beschreibung unter dem Taxon Pinus lasiocarpa durch den britischen Botaniker William Jackson Hooker geht auf das Jahr 1839 zurück. Der englische Botaniker Thomas Nuttall ordnete die Art unter dem Taxon Abies lasiocarpa in die Gattung Abies ein; diese aktuell gültige Beschreibung wurde 1849 veröffentlicht.
Es werden neben der Nominatform noch zwei Varietäten unterschieden:
- Kork-Tanne (Abies lasiocarpa var. arizonica (Merriam) Lemmon; Syn.: Abies lasiocarpa subsp. arizonica (Merriam) A.E.Murray): Die Beschreibung dieser Varietät durch John Gill Lemmon wurde 1898 veröffentlicht.[3] Sie fußte auf der 1896 veröffentlichten Beschreibung durch Clinton Hart Merriam unter dem Taxon Abies arizonica Merriam.[4]
- Abies lasiocarpa var. bifolia (A. Murray bis) Eckenw. (Syn.: Abies subalpina Engelmann, Abies lasiocarpa subsp. bifolia (A.Murray bis) Silba): Sie wird von manchen Autoren auch als eigene Art Abies bifolia A.Murray bis angesehen. Andere Autoren sehen sie als ein Synonym von Abies lasiocarpa var. lasiocarpa an.[5]
- Abies lasiocarpa var. lasiocarpa.

### Unterscheidung der Varietäten
Im Südosten des natürlichen Verbreitungsgebietes ist die Nominatform teilweise durch ihre Varietät Abies lasiocarpa var. arizonica ersetzt. Diese besitzt eine korkartige, dicke und helle Rinde sowie blaugraue Nadeln.
Die Varietät bifolia unterscheidet sich von der Nominatform in chemischen Holzeigenschaften, dem Fehlen von Kristallen in bestimmten Parenchymen, dem Fehlen von Lasiocarpenonol und in der unterschiedlichen Zusammensetzung der Terpene. Auch weitere Merkmale wie die Farbe des Periderm und die Gestalt der basalen Knospenschuppen sind unterschiedlich. Frische Blattnarben zeigen ein gelbes bis lohbarbenes Periderm (bei lasiocarpa ist es rötlich). Die basalen Knospenschuppen sind schmal-dreieckig bis spatelförmig (bei lasiocarpa sind sie gleichseitig dreieckig). Zerriebene Blätter riechen etwas nach Kampher (bei lasiocarpa: scharfer Geruch durch β-Phellandrene). Die Nadeln sind mit 11 bis 25 Millimeter Länge und 1,25 bis 1,5 Millimeter Breite kleiner als bei lasiocarpa mit 18 bis 31 Millimeter Länge und 1,5 bis 2 Millimeter Breite.
Die Abgrenzung der Varietät arizonica erfolgt am eindeutigsten über ihre eher cremefarbene, dicke korkige Rinde, die dunkelgrau und tief gefurcht ist. Ihre Benadelung ist bläulicher und glänzender als bei der Nominatform lasiocarpa.
Zwischen dem Typ und der Varietät bifolia findet im zentralen British Columbia und dem nördlichen Washington Introgression statt. Im nördlichen zentralen Alberta wird Introgression der Varietät bifolia mit der Balsam-Tanne (Abies balsamea) beobachtet. Die Nominatform lasiocarpa hybridisiert vermutlich im südlichen Teil ihres Verbreitungsgebietes mit Abies procera. Hybridisierung mit der Purpur-Tanne (Abies amabilis) findet dagegen trotz großem gemeinsamem Verbreitungsgebiet offenbar nicht statt.

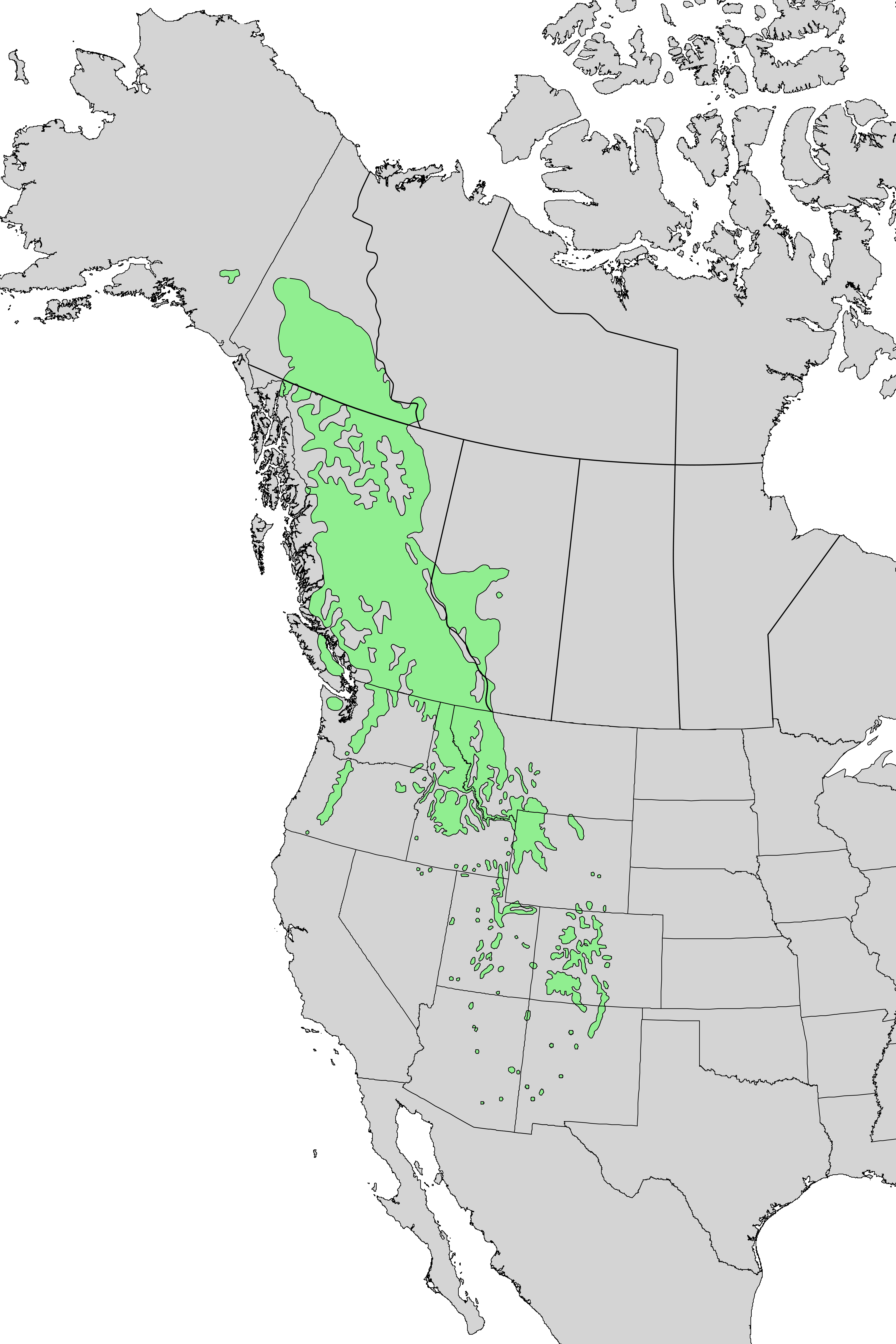
Verbreitungskarte

## Verbreitung und Standort
Das gesamte Verbreitungsgebiet der Art erstreckt sich von Südalaska über Kanada (Yukon, Nordwest-Territorien, British Columbia und Alberta) in die US-Bundesstaaten Washington, Oregon, Kalifornien, Idaho, Montana, Wyoming, Colorado, New Mexico, Arizona, Utah und Nevada. Damit ist sie in Nordamerika die Tannenart mit der weitesten Verbreitung in Nord-Süd-Richtung.
Die Nominatform Abies lasiocarpa var. lasiocarpa ist in Südalaska, Yukon, British Columbia und Alberta heimisch und kommt verstreut noch weiter südlich in den Rocky Mountains und den Cascade Mountains sowie den Olympic Mountains in Washington vor. Die Vorkommen befinden sich überwiegend in Höhenlagen von 1100 bis 2300 m in subalpinen küstennahen Nadelwäldern; an den meisten ihrer Standorte stößt sie in Höhenlagen bis zur Baumgrenze vor. Häufig ist sie mit Abies amabilis, Pinus albicaulisund Tsuga mertensiana vergesellschaftet.
Die Varietät Abies lasiocarpa var. arizonica ist in den südlichen Rocky Mountains in den US-Bundesstaaten Arizona, Colorado und New Mexico heimisch. Sie besiedelt Höhenlagen von 2400 bis 3400 m und ist in weiten Teilen ihres Verbreitungsgebietes mit Picea engelmannii vergesellschaftet.
Die Vorkommen der Varietät Abies lasiocarpa var. bifolia erstrecken sich vom südlichen Yukon, den Nordwest-Territorien, Alberta und British Columbia in Kanada südwärts in die US-Bundesstaaten Washington, Oregon, Idaho, Montana, Wyoming, Colorado, New Mexico, Arizona, Utah und Nevada. Sie besiedelt Höhenlagen von 600 bis 3700 m in subalpinen Nadelwäldern. Ähnlich der Nominatform stößt auch diese Varietät an der Mehrzahl ihrer Standorte bis an die Baumgrenze vor. In weiten Gebieten ist sie mit Picea engelmannii vergesellschaftet.

## Nutzung
Der Baum wird teilweise wegen seiner bläulichen Benadelung als Zierbaum gepflanzt sowie als Weihnachtsbaum kultiviert. Hinzu kommt, dass er sehr gut haltbar ist in beheizten Räumen, einen schlanken kegelförmigen Wuchs aufweist und zitronig duftet.
Das Holz der Felsengebirgstanne ist von geringer Dichte, weich, geruchlos und leicht bearbeitbar. Es wird zur Papierherstellung oder als Bauholz verwendet. Das Holz ist nicht witterungsbeständig.

## Gefährdung und Schutz
Die Felsengebirgs-Tanne wird in der Roten Liste der IUCN als „nicht gefährdet“ geführt. Es wird jedoch darauf hingewiesen, dass eine neuerliche Überprüfung der Gefährdung nötig ist.